# Willem Henri Frederik Giel
Willem Henri Frederik Giel (Soerabaja, 14 december 1884 – Vliegbasis Kalidjati, 25 januari 1923), was een Nederlandse vliegenier. Hij kwam om bij een testvlucht.

## Loopbaan
Hij is de oudste zoon van militair Willem Johannes Giel. Na de Cadettenschool van het KNIL te hebben gevolgd, wordt Henri Giel na het succesvol afleggen van de Koninklijke Militaire Academie aangesteld als tweede-luitenant der Infanterie bij het leger in Nederlands-Indië. Hij was daar actief bij verschillende acties, onder andere te Piroe op Ceram en op de Ewab-eilanden.

## Testvlieger
In 1920 haalde Giel zijn vliegbrevet en al gauw werd hij belast met het testen van nieuwe vliegtuigen bij de Militaire Luchtvaart van het Koninklijk Nederlands-Indisch Leger. Het betrof de Viking-Amphibie vliegtuigen, waarvan de Nederlandse regering er tien had gekocht. Al gauw bleek echter dat de toestellen zwaar en moeilijk te besturen waren, en dat ze ook niet helemaal waterdicht waren. Op 25 januari 1923 werd een testvlucht hem fataal: tijdens het afglijden bij het nemen van een bocht, raakte  het vliegtuig enkele boomkronen om vervolgens neer te storten op Vliegbasis Kalidjati.

In het Gedenkboek van Nederlandsch-Indië 1898 - 1923, ter ere van het 25-jarig jubileum van Koningin Wilhelmina verscheen de volgende tekst:
... een buitengewoon moedig en kundig vliegenier ging in hem voor het leger verloren. Niet alleen als zoodanig, maar tevens als goed mens en trouw en oprecht kameraad zal zijn nagedachtenis door de luchtvaartafdeling worden in eere gehouden.
Te Bandoeng werd dan ook een zogenaamde "Kapitein Giel Straat" aangelegd. Henri Giel liet een jonge weduwe achter, Adriana Louise Clignett (1885-1961), en een drietal kinderen.